# Martin Stosch

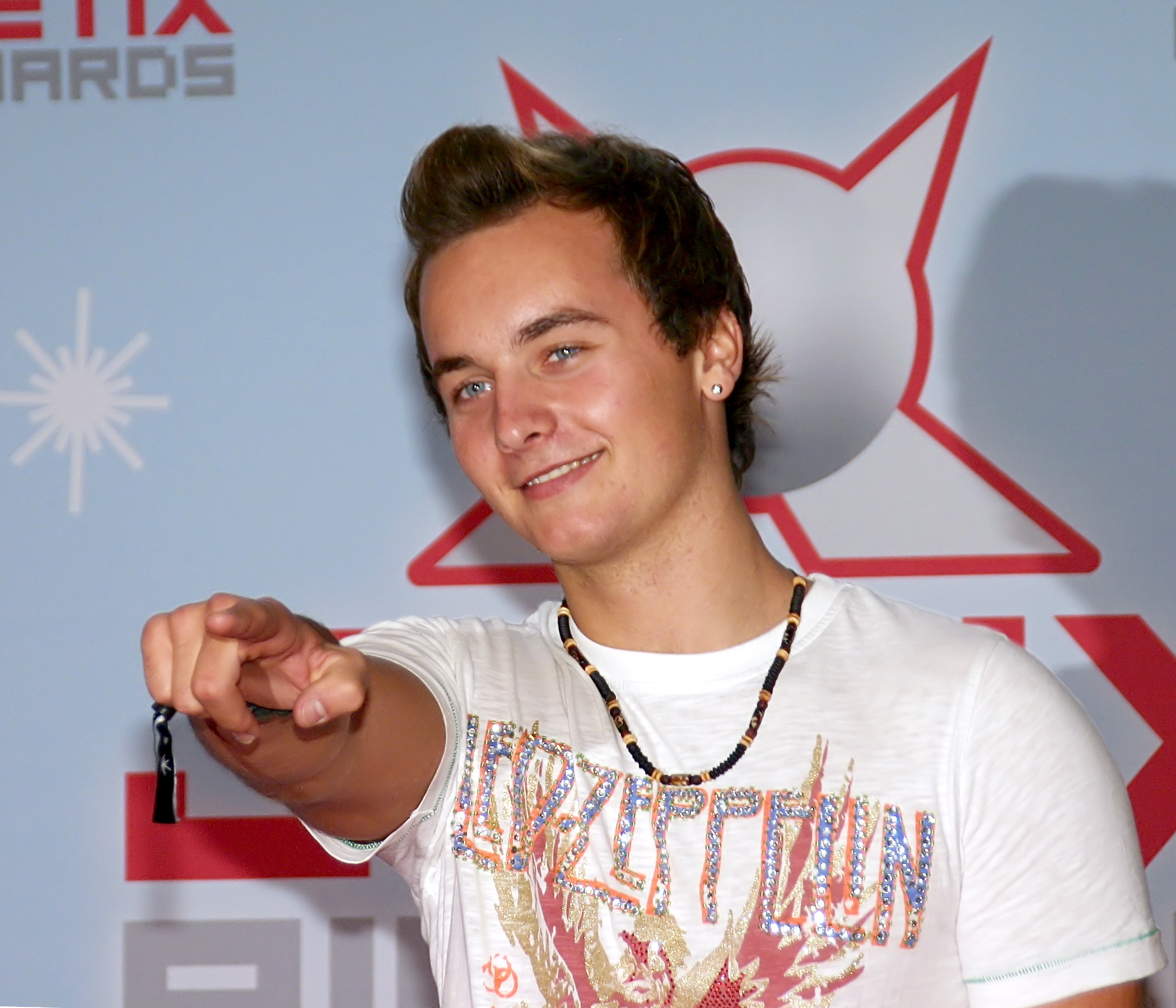
Martin Stosch bei der Jetix-Award-Verleihung im Rahmen der Jugendmesse YOU 2008 in Berlin

Martin Stosch (* 30. Juli 1990 in Landshut) ist ein deutscher Popsänger. Einem breiten Publikum wurde er als Zweitplatzierter der vierten Staffel der Castingshow Deutschland sucht den Superstar (DSDS) bekannt, die von Januar bis Mai 2007 bei RTL ausgestrahlt wurde. Dort unterlag er im Finale Mark Medlock.

## Leben
Stosch wuchs zusammen mit zwei Schwestern in Postau, im Landkreis Landshut, auf. Er besuchte die Staatliche Realschule in Ergolding, die er mit der mittleren Reife verließ. Danach besuchte er die Staatliche Fachoberschule in Landshut und verließ diese im Sommer 2010 mit dem Abitur. Im Anschluss daran hat er ein Bachelor-Studium zum Wirtschaftsingenieur an der Hochschule Landshut absolviert. 

### Deutschland sucht den Superstar
Im September 2006 nahm Stosch an der Castingshow Deutschland sucht den Superstar in München teil und überzeugte die Jury mit seinen zwei Songs Tears in Heaven von Eric Clapton und Wake Me Up When September Ends von Green Day. In den Top 20 Shows konnte er, nachdem er Home von Michael Bublé und Mandy von Westlife sang, auch die Zuschauer überzeugen, die ihn in die Mottoshows wählten. Im Viertelfinale wurde er von den Zuschauern rausgewählt, durfte dann aber für den freiwillig ausgeschiedenen Max Buskohl nachrücken. Im Finale unterlag er dann Mark Medlock. Gemeinsam mit den anderen Finalisten entstand der Sampler Power of Love. Er sang If Tomorrow Never Comes von Garth Brooks und mit den Mottoshowfinalisten die Interpretation Simply Reds If You Don’t Know Me by Now. Das Album wurde im März 2007 veröffentlicht und kletterte bis auf Platz 3 der deutschen Albumcharts.

#### Auftritte beiDeutschland sucht den Superstar
| Top-20-Show                                              | Lied                                                   | Originalinterpret | Anrufer in Prozent      |
| -------------------------------------------------------- | ------------------------------------------------------ | ----------------- | ----------------------- |
| 1. Top-20-Show (7. Februar 2007)                         | Home                                                   | Michael Bublé     | 12,11 % (Platz 4 von 9) |
| 3. Top-20-Show (14. Februar 2007)                        | Mandy                                                  | Westlife          | 20,40 % (Platz 2 von 8) |
| Mottoshow                                                | Lied                                                   | Originalinterpret | Anrufer in Prozent      |
| Greatest Hits (24. Februar 2007)                         | Tears in Heaven                                        | Eric Clapton      | 7,59 % (Platz 5 von 10) |
| Hits der 80er und 90er (10. März 2007)                   | Love Is All Around                                     | Wet Wet Wet       | 7,69 % (Platz 7 von 9)  |
| Power of Love (17. März 2007)                            | If Tomorrow Never Comes                                | Garth Brooks      | 9,24 % (Platz 6 von 8)  |
| Hits von Heute (31. März 2007)                           | Upside Down                                            | Jack Johnson      | 10,61 % (Platz 6 von 7) |
| Big Band (7. April 2007)                                 | Night and Day                                          | Frank Sinatra     | 10,30 % (Platz 5 von 6) |
| Die größten Diven und Helden der Musik (14. April 2007)  | Crazy Little Thing Called Love                         | Queen             | 15,36 % (Platz 4 von 5) |
| Die größten Diven und Helden der Musik (14. April 2007)  | She’s the One                                          | Robbie Williams   | 15,36 % (Platz 4 von 5) |
| Hits der 70er, Disco und Dedicated to … (21. April 2007) | You to Me Are Everything                               | The Real Thing    | 15,43 % (Platz 4 von 4) |
| Hits der 70er, Disco und Dedicated to … (21. April 2007) | Und wenn ein Lied                                      | Söhne Mannheims   | 15,43 % (Platz 4 von 4) |
| Songs der Jury (28. April 2007)                          | Rockin’ All Over the World (ausgewählt von Heinz Henn) | Status Quo        | 22,27 % (Platz 2 von 3) |
| Songs der Jury (28. April 2007)                          | Sunday Morning (ausgewählt von Anja Lukaseder)         | Maroon 5          | 22,27 % (Platz 2 von 3) |
| Songs der Jury (28. April 2007)                          | I Swear (ausgewählt von Dieter Bohlen)                 | All-4-One         | 22,27 % (Platz 2 von 3) |
| Finale (5. Mai 2007)                                     | Life Is a Rollercoaster                                | Ronan Keating     | 21,89 % (Platz 2 von 2) |
| Finale (5. Mai 2007)                                     | Crazy Little Thing Called Love                         | Queen             | 21,89 % (Platz 2 von 2) |
| Finale (5. Mai 2007)                                     | I Can Reach Heaven from Here                           | Martin Stosch     | 21,89 % (Platz 2 von 2) |

### NachDeutschland sucht den Superstar

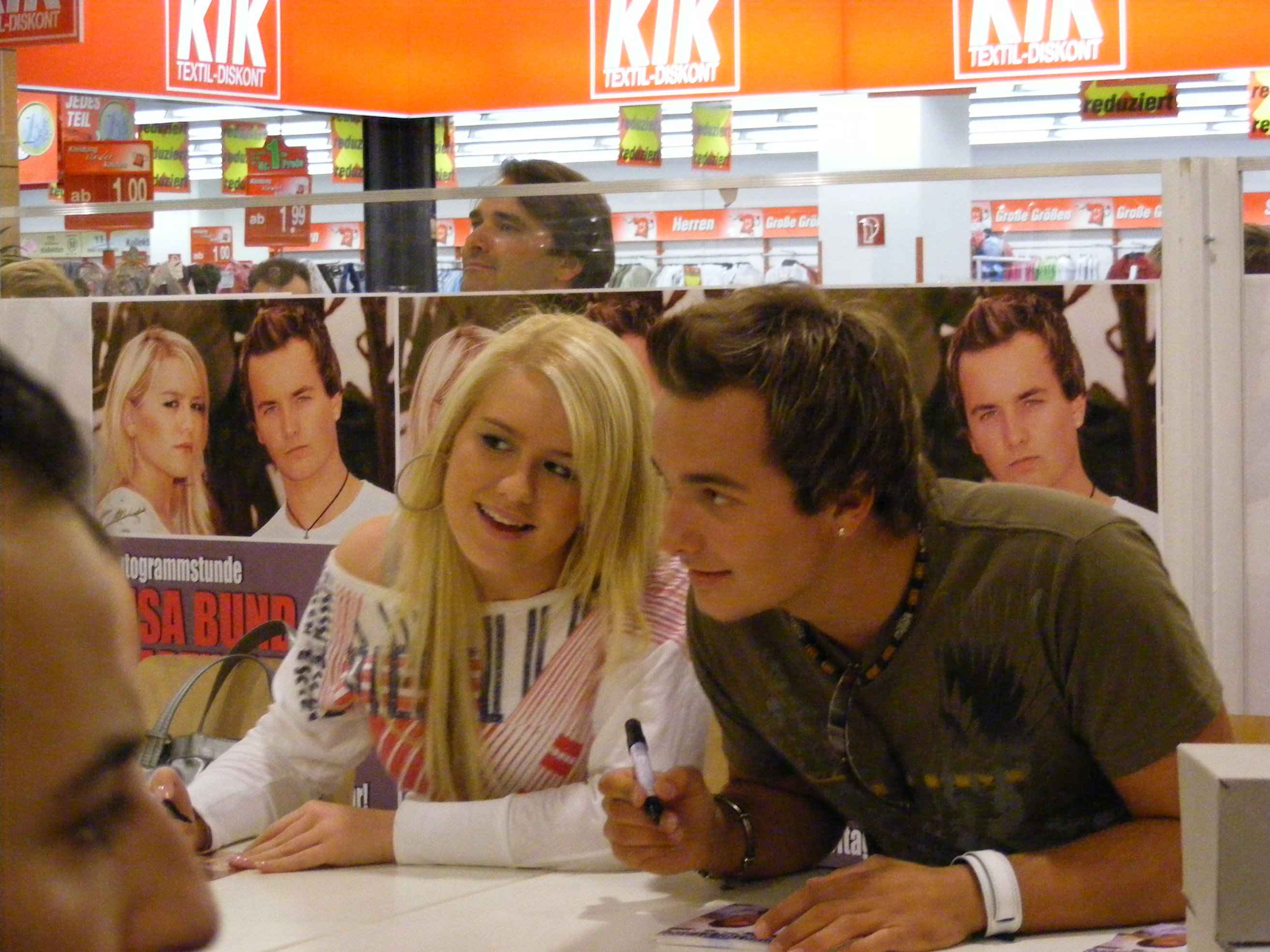
Lisa Bund und Martin Stosch bei einer Autogrammstunde

Nach Deutschland sucht den Superstar war es bis November 2007 ruhig um Stosch. Auf der YOU-Messe in Berlin präsentierte er seine Single Zeit Meines Lebens, geschrieben von Harald Reitinger und Uli Fischer, die am 11. Januar 2008 veröffentlicht wurde. Es folgte eine bundesweite Promotion-Tour durch Kaufhäuser und Elektronikfachmärkte.
Am 21. Februar 2008 war Martin Stosch in einer Ausgabe der ProSieben-Show Deine Chance! 3 Bewerber – 1 Job zu sehen. Im Rahmen dieser Show wurde der Tourmanager Matthias Reiter gefunden.
Am 20. Juni 2008 erschien Martin Stoschs dritte Single mit dem Titel Have You Found?. Der Song ist ein Duett mit Lisa Bund.
Im Dezember 2008 bildete Stosch mit Castingkünstlern aus Popstars, Deutschland sucht den Superstar, Star Search und Stefan Raabs Super Grand Prix Star die Formation RecAllstars. Die Downloadsingle Christmas Time enthält neben der von allen beteiligten Künstlern gesungenen Version 14 weitere Versionen, in denen das Lied von jedem Künstler auf seine eigene Art interpretiert wird. Für das hierzu veröffentlichte Album Merry Christmas! steuerte Stosch das Lied Christmastime bei.
Martin Stosch trat am 19. April 2009 in der TV-Kochsendung Das perfekte Promi-Dinner gegen Alessandra Geissel (Misses Süddeutschland 2007 der MGO), Artemis Gounaki und Ricky Harris an.
Nachdem Stosch an der Fachoberschule sein Abitur machte, studierte er Wirtschaftsingenieurwesen. Im Rahmen dieses Studiums lebte er ein halbes Jahr in Südafrika, im Oktober 2014 machte er in Oxford seine Bachelorarbeit. Seit Anfang 2015 arbeitet Stosch in der Planung bei BMW in Landshut. Mit seiner Ethno-FunkBand Tourists in a Daydream veröffentlichte Stosch im März 2015 die Single Quero Dançar und nimmt an Band-Contests teil. Tourists in a Daydream konnten sich beim Bluetone-Bandcontest gegen vier Konkurrenten durchsetzen und spielten daher am 5. Juli 2015 beim Bluetone-Festival in Straubing im Vorprogramm von Andreas Bourani und Adel Tawil.

#### Debütalbum7teen
Am 18. April 2008 veröffentlichte Stosch sein Debütalbum 7teen (bezogen auf sein damaliges Alter), das Position 82 der deutschen Albumcharts. Das Album wurde von Harald Reitinger und Ulrich Fischer produziert, die auch die Songs schrieben. Ausnahmen sind die Coverversion von Udo Lindenbergs Horizont und Stoschs DSDS-Finalsong I Can Reach Heaven from Here, den der schwedische Songwriter Jörgen Elofsson geschrieben hat. Auch seine ersten beiden Singles Zeit Meines Leben und Geh Nicht Einfach Weg sind auf dem Album enthalten. Zur zweiten Single lief eine von Fans ins Leben gerufene Aktion gegen Gewalt.

## Diskografie

### Studioalben
| Jahr | Titel | Höchstplatzierung, Gesamtwochen, AuszeichnungChartsChartplatzierungen (Jahr, Titel, Platzierungen, Wochen, Auszeichnungen, Anmerkungen) | Anmerkungen                          |
| Jahr | Titel | DE | Anmerkungen                          |
| ---- | ----- | --- | ------------------------------------ |
| 2008 | 7Teen | DE82 (1 Wo.)DE | Erstveröffentlichung: 18. April 2008 |

### Singles
| Jahr | Titel Album                  | Höchstplatzierung, Gesamtwochen, AuszeichnungChartsChartplatzierungen (Jahr, Titel, Album, Platzierungen, Wochen, Auszeichnungen, Anmerkungen) | Anmerkungen                                |
| Jahr | Titel Album                  | DE | Anmerkungen                                |
| ---- | ---------------------------- | --- | ------------------------------------------ |
| 2008 | Zeit meines Lebens 7Teen     | DE30 (4 Wo.)DE | Erstveröffentlichung: 2008                 |
| 2008 | Geh nicht einfach weg! 7Teen | DE79 (1 Wo.)DE | Erstveröffentlichung: 2008                 |
| 2008 | Have You Found…?             | DE92 (1 Wo.)DE | Erstveröffentlichung: 2008 feat. Lisa Bund |

Weitere Veröffentlichungen
- 2008: Christmas Time (VÖ: 28. November 2008; zusammen mit RecAllstars)
- 2009: Ich liebe Dich nicht mehr (VÖ: 5. Juni 2009)
- 2009: She Wouldn’t be Gone (VÖ: 30. Oktober 2009)

Sampler
- 2007: Power of Love (zusammen mit den DSDS-Finalisten)
- 2008: Merry Christmas! (VÖ: 28. November 2008; Lied: Christmasnight)

## Filmographie (Auswahl)
- 2011: Liebe ohne Minze